# محمد عرقاب
ولد محمد عرقاب 19 فيفري 1966 في حسين داي، مسؤول جزائري سامي. يشغل منصب وزير المناجم في حكومة جراد الثانية منذ 23 يونيو 2020.

## سيرة
مهندس، قضى حياته المهنية بالكامل مع سونلغاز منذ عام 1990.

## وظائف
- 2006 - 2010 : رئيس مدير عام لشركة التركيب الصناعي التابعة لشركة سونلغاز
- 2010 - 2017 : رئيس مدير عام لشركة هندسة الكهرباء والغاز، التابعة لشركة سونلغاز
- 2017 - 2019 : رئيس مدير عام لشركة سونلغاز